# Weißenhorn
Weißenhorn er en by i Schwaben i den tyske delstat Bayern. Kommunen har 13442 indbyggere (2018-12-31)

## Geografi
Den ligger ved floden Roth, omkring 22 kilometer sydøst for Ulm og 35 kilometer nord for Memmingen. Den hører til Region Donau-Iller i Mittelschwaben. Andre floder i kommunen er Biber og Leibi.

### Nabokommuner
Weißenhorn grænser til følgemnde kommuner (med uret fra sydøst): Roggenburg, Buch, Illertissen, Bellenberg, Vöhringen, Senden, Pfaffenhofen og det kommunefrie område Stoffenrieder Forst, som på den anden side støder til kommunerne Waldstetten og Ellzee i Landkreis Günzburg.

## Religion
64,7 procent af indbyggerne er romersk-katolske (2014, - i 1987 var det 81,5 procent). 13,4 procent er evangelisk-luthersk. De øvrige 21,9 procent er muslimer, ateister eller tilhænger af mindre trossamfund.